# آلماش‌کاماراش
آلماش‌کاماراش (به مجاری:  Almáskamarás) یک سکونتگاه مسکونی در مجارستان است که در شهرستان بکش واقع شده‌است.